# Herman Lercher
Herman Hersz Lercher (jid. הערש לערכער; ur. 16 lipca 1909 we Lwowie, zm. 13 lipca 2006 w Kopenhadze) – polski aktor teatralny i filmowy żydowskiego pochodzenia, ojciec aktorki Haliny Lercher.

## Życiorys
Urodził się we Lwowie w rodzinie żydowskiej. Tam po ukończeniu szkół rozpoczął współpracę z miejscowym teatrem żydowskim w charakterze statysty. Po kilku latach przeniósł się do Trupy Wileńskiej. Podczas II wojny światowej przebywał w Związku Radzieckim, gdzie pracował jako aktor w teatrze żydowskim w Nowosybirsku. Po zakończeniu wojny jako repatriant wrócił do Polski. Początkowo grał w Teatrze Żydowskim w Łodzi, następnie przez jeden sezon w Dolnośląskim Teatrze Żydowskim we Wrocławiu, a od 1955 w Teatrze Żydowskim w Warszawie. Wcielał się przeważnie w role znaczące i charakterystyczne. Ostatnią rolą Hermana Lerchera był Ben Akibba w przedstawieniu Uriel Akosta w 1995.
W 1996 wyemigrował do Danii, gdzie mieszkała jego córka. Zmarł w Kopenhadze i tam został pochowany na miejscowym cmentarzu żydowskim. Był członkiem Gminy Wyznaniowej Żydowskiej w Warszawie.

## Kariera
| Teatr Żydowski w Warszawie - 1995: Uriel Akosta - 1985: Wielka wygrana - 1984: Sen o Goldfadenie - 1984: Rabin i błazen - 1981: Poszukiwacze złota - 1980: Jakub i Ezaw - 1978: Planeta Ro - 1977: W noc zimową - 1977: Spadkobiercy - 1976: Dwaj Kunie-Lemł - 1976: Bóg, człowiek i diabeł - 1976: Zmierzch - 1975: Dzban pełen słońca - 1973: Dybuk - 1972: Było niegdyś miasteczko - 1972: Wielka wygrana - 1970: Tewje Mleczarz - 1970: Dybuk - 1969: Skarb cesarza - 1969: Bóg, człowiek i diabeł - 1967: Matka Courage i jej dzieci - 1967: Dzień i noc - 1966: Swaty - 1966: Ludzie - 1966: Sure Szejndł - 1965: Urodziłem się w Odessie... - 1964: Wielka wygrana - 1963: Jakub i Ezaw - 1963: Serkełe - 1962: Bar-Kochba - 1961: Samotny statek - 1960: Trzynaście beczek dukatów - 1959: Trudno być Żydem - 1958: Drzewa umierają stojąc - 1958: Opera Żyda - 1958: Kune-Lemł - 1958: Sender Blank - 1957: Matka Courage i jej dzieci - 1957: Dybuk - 1956: Tewje Mleczarz Dolnośląski Teatr Żydowski we Wrocławiu - 1955: Młyn - 1953: Meir Ezofowicz Teatr Żydowski w Łodzi - 1953: Dom w getcie - 1953: Mieszczanie - 1952: Glikl Hameln żąda... - 1951: 200.000 - 1950: Rodzina Blank - 1950: Sen o Goldfadenie - 1949: Mój syn | - 1996: Dom - 1994: Wenn alle Deutschen schlafen - 1993: Żywot człowieka rozbrojonego - 1990: Mój izkor. Pamięci tych, którzy odeszli na zawsze - 1987: Śmieciarz − bojownik żydowski w getcie (odc. 3) - 1987: Rzeka kłamstwa - 1987: Domy życia - 1985: Dziewczęta z Nowolipek - 1984: Kim jest ten człowiek - 1983: Lata dwudzieste... lata trzydzieste... - 1982: Austeria - 1981: Najdłuższa wojna nowoczesnej Europy - 1979: Komedianci - 1979: Gwiazdy na dachu - 1979: Dybuk - 1978: Gdziekolwiek jesteś, panie prezydencie - 1971: Jak daleko stąd, jak blisko - 1970: Krajobraz po bitwie - 1964: Panienka z okienka - 1963: Naganiacz - 1961: Złoto |